# SSC Tuatara
La SSC Tuatara è una autovettura statunitense prodotta dalla SSC North America a partire dal 2020. 
Lo sviluppo della vettura iniziò nel 2011, poco dopo la fine della produzione della SSC Ultimate Aero. La nuova auto, denominata Tuatara, è stata presentata in anteprima sotto forma di concept car al Concours d'Elegance di Pebble Beach del 2011, ma a causa di ritardi non entrò in produzione. Nell'agosto 2018, 7 anni dopo il debutto della concept, la versione definitiva della Tuatara è stata mostrata al pubblico. Progettata dall'ex designer Pininfarina Jason Castriota e dallo stesso Jerod Shelby (fondatore e amministratore delegato della SSC), l'auto prende ispirazione dall'industria aerospaziale.

## Nome
Il nome Tuatara si rifà a quello dell'omonimo rettile che vive solo in Nuova Zelanda.

## Descrizione

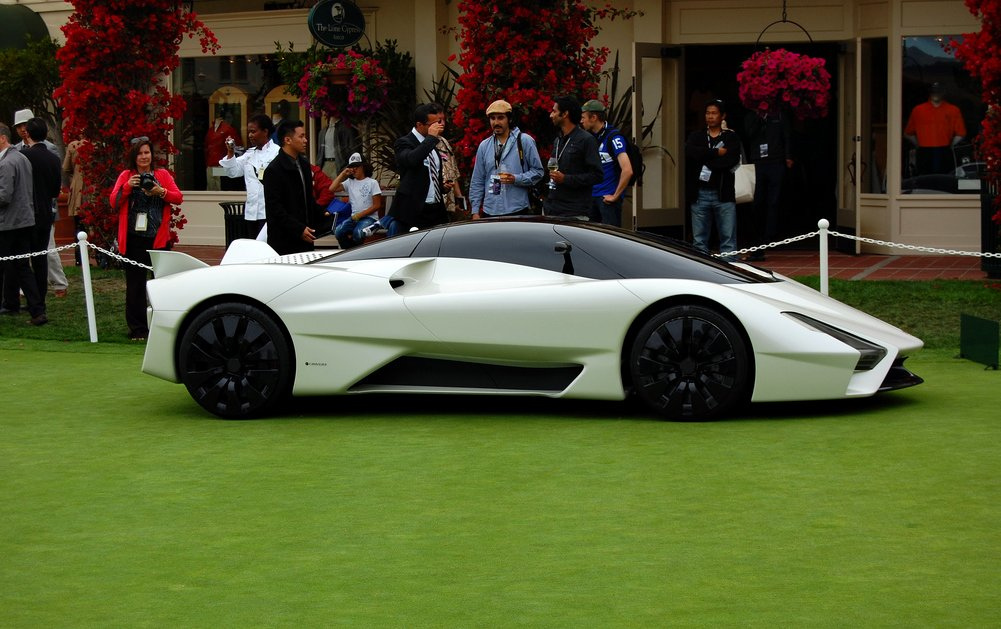
La concept car del 2011

La vettura è l'erede della SSC Aero ed è stata sviluppata dalla SSC in collaborazione con Jason Castriota. Inizialmente doveva essere dotata di un motore V8 da 6,9 litri con doppio turbocompressore, ma alla fine la cubatura del motore fu ridotta a 5,9 litri per consentire al motore di avere un maggiore regime di rotazione, fino a toccare 8.800 giri/min.
La potenza dichiarata del propulsore è di 1370 CV quando alimentato a benzina con 91 ottani, mentre con carburante E85 può salire a 1774 CV; la casa inoltre dichiara una velocità massima raggiungibile di 300 mph (482,8 km/h). 
Il coefficiente di resistenza aerodinamico pari a 0,279 è tra i più bassi della sua categoria. La vettura, sia nella carrozzeria che nel telaio, è realizzata totalmente in fibra di carbonio, con alcune parti come il supporto per le sospensioni e il motore che sono realizzate in alluminio; grazie a ciò il peso a secco si attesta sui 1247 kg.
L'interno dell'abitacolo è rivestito in pelle e alcantara e tutte le funzioni della vettura sono controllate tramite un display touch screen situato sulla console centrale. Inoltre c'è un cruscotto digitale configurabile posto dietro il volante che mostra informazioni più importanti sullo stato della vettura insieme al tachimetro. La Tuatara utilizza un sistema di telecamere al posto dei tradizionali specchietti retrovisori laterali.
La Tuatara, la cui produzione è prevista a 100 esemplari, viene prodotta in una struttura appositamente costruita nella West Richland a Washington.
La SSC ha stretto una partnership con la Nelson Racing Engines per la costruzione del motore, la Linder Power Systems e la Automac per la produzione del cambio semiautomatico a 7 marce.

### Tentativi di record
La SSC ha più volte rivendicato il record per l'auto di produzione più veloce al mondo. Il 10 ottobre 2020 a Las Vegas la Tuatara avrebbe raggiunto i 508,7 km/h di velocità media sui passaggi di andata e ritorno, ma tale record non è stato omologato dal Guinnes dei Primati ed è stato oggetto di dubbi e critiche sulle modalità dei rilevamenti. A fronte di ciò l'azienda ha dichiarato che i rilevamenti strumentali erano stati falsati da un problema di settaggio ai sistemi GPS utilizzati, che avrebbero registrato velocità di circa 150 km/h superiori a quelle effettivamente raggiunte.
Un secondo tentativo è stato effettuato su una pista di decollo dello Kennedy Space Center il 13 dicembre 2020, ma problemi di surriscaldamento del motore hanno compromesso la prova
Il 17 gennaio 2021 sulla stessa pista la vettura avrebbe raggiunto una velocità media su due passaggi di 455,3 km/h ma non essendo presente nessun media o incaricato del Guinnes il primato non è stato certificato.